# Marcin Pasierb

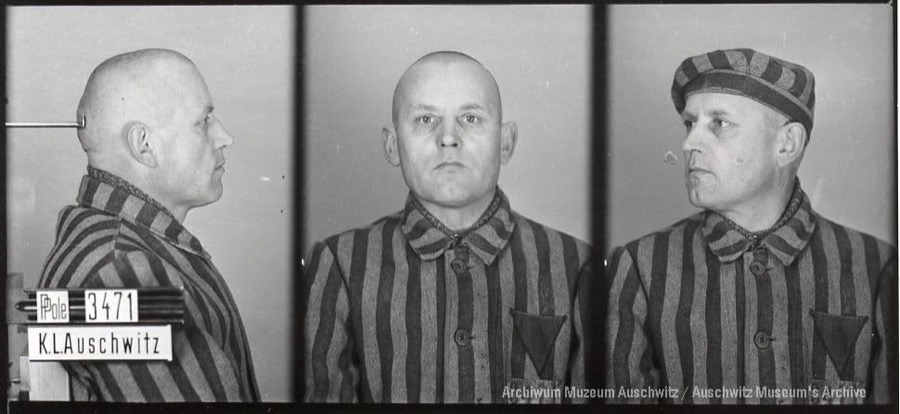
Marcin Pasierb, więzień KL Auschwitz

Marcin Pasierb (ur. 2 listopada 1896 w Sokołowie, zm. 26 sierpnia 1942 w KL Auschwitz) – major piechoty Wojska Polskiego, działacz niepodległościowy.

## Życiorys
Urodził się 2 listopada 1896 w Sokołowie, w ówczesnym powiecie kolbuszowskim Królestwa Galicji i Lodomerii, w rodzinie Andrzeja i Marii z domu Smotryś. Po ukończeniu szkoły powszechnej kontynuował naukę w seminarium nauczycielskim w Rzeszowie. Po wybuchu I wojny światowej wraz z oddziałem strzelecki Jakuba Darochy przyłączył się do Legionów. Służył w IV batalionie 1 pułku piechoty.
W 1919 przyjęty do Wojska Polskiego. Od 10 października 1919 do 31 marca 1920 był uczniem klasy 22. Szkoły Podchorążych. Po ukończeniu nauki pozostał w szkole jako oficer kompanii, a następnie instruktor i dowódca oddziału klasy 35. 14 października 1920 został mianowany z dniem 1 sierpnia 1920 podporucznikiem w piechocie. W 1921 pełnił służbę na stanowisku oficera kompanii, w latach 1922–1923 oficera broni, a w 1924 oficera do spraw materiałowych szkoły. W roku szkolnym 1927/28 ponownie na stanowisku oficera broni szkoły.
Na stopień majora został awansowany ze starszeństwem z 19 marca 1937 i 119. lokatą w korpusie oficerów piechoty. 19 sierpnia 1937 został przeniesiony do 17 pułku piechoty w Rzeszowie na stanowisko kwatermistrza. W następnym roku zajmowane przez niego stanowisko otrzymało nazwę „II zastępca dowódcy pułku”. 31 sierpnia 1939, w czasie mobilizacji, został przesunięty na stanowisko dowódcy III batalionu. Na czele tego pododdziału walczył w kampanii wrześniowej. Po zakończeniu walk wrócił do Sokołowa, gdzie ukrywał się do grudnia 1939. W rodzinnym mieście zamieszkiwał przy ul. 3 Maja 20.
6 grudnia 1939 wraz ze swoim kuzynem, kpt. Stanisławem Pasierbem (oficer KOP) w zorganizowanej grupie podjął próbę przedostania się przez granicę jako kurier organizacji Komenda Obrońców Polski. Zatrzymany przez patrol niemiecki w pobliżu granicy, a następnie z Komańczy przywieziony do Sanoka i 9 grudnia 1939 wraz ze Stanisławem osadzony w tamtejszym więzieniu. Stamtąd został on i Stanisław wywiezieni 9 sierpnia 1940. Potem był więziony w Wiśniczu Nowym. 30 sierpnia 1940 przybył do obozu koncentracyjnego Auschwitz, gdzie otrzymał numer więźniarski: 3471, a 26 sierpnia 1942 poniósł tam śmierć (według dokumentacji SS zmarł 6 września 1942).
6 sierpnia 1922 ożenił się z Jadwigą Jakubowską, z którą miał dwie córki: Danutę i Elżbietę.
W kościele parafialnym św. Jana Chrzciciela w Sokołowie ustanowiono tablicę upamiętniające związane z miastem ofiary II wojny światowej, na które umieszczono nazwiska Marcina i Stanisława Pasierbów.

## Ordery i odznaczenia
- Krzyż Niepodległości – 2 sierpnia 1931 „za pracę w dziele odzyskania niepodległości”[16][17][18][19]
- Krzyż Walecznych trzykrotnie[10][20][21]
- Srebrny Krzyż Zasługi[10]
- Medal Pamiątkowy za Wojnę 1918–1921[1]
- Medal Dziesięciolecia Odzyskanej Niepodległości[1]